# Великая Чернетчина
Великая Чернетчина (укр. Велика Чернеччина) — село в Сумском районе Сумской области Украины. Административный центр Великочернетчинского сельского совета, в который также входят сёла Ольшанка, Липняк и Хомино.
Население по переписи 2001 года составляло 2639 человек

## Географическое положение
Село находится на левом берегу реки Псёл, выше по течению на расстоянии в 2 км расположено село Ольшанка, ниже по течению на расстоянии в 0,5 км расположено село Липняк, на противоположном берегу — село Пушкаревка. Река в этом месте извилистая, образует лиманы и заболоченные озёра (озеро Прорва).

## История
Село основано в 1672 году. Сначала принадлежало монахам. Своё название получило в отличие от Малой Чернетчины, иначе именуемой Монастырок, позднее объединённой с селом Токари.
В центре села и на его западной околице обнаружены поселения раннего средневековья.
Тяжкий феодальный гнёт сумского Успенского монастыря стал в 1767 году причиной побега из села 35 семейств. При задержании беглецы оказали военному отряду сопротивление.
По данным на 1864 год собственно в слободе Стецковской волости Сумского уезда Харьковской губернии проживало 1518 человек (731 мужского пола та 787 — женского), насчитывалось 203 дворовых хозяйства, существовали православная церковь и бумажная фабрика.
По состоянию на 1914 год село было центром Чернетчинской волости Сумского уезда, количество жителей выросло до 4470 человек.
В 1917 году село входило в состав УНР.
Село пострадало вследствие голодомора 1932—1933 годов, спровоцированного властями СССР. У 2000-х годах возле ворот сельского кладбища установлен памятный крест в честь заморенных голодом односельчан.
В ходе Великой Отечественной войны в 1941—1943 гг. селение было оккупировано немецкими войсками.
В 1978 году сдан в эксплуатацию молочнотоварный комплекс на 1000 голов скота и запущена осушительно-оросительная система.

## Транспорт
Через село проходит автомобильная дорога Т-1901.

## Экономика
- Молочно-товарная ферма
- ООО «Андрекс»[источник не указан 1542 дня]
- ООО Агрофирма «Криница»[источник не указан 1542 дня]

## Объекты социальной сферы
- Детский сад
- Школа
- Поликлиника

## Религия
- Иоанно-Богословский храм.

## Памятники
- Ольшанковский заказник[укр.] — ландшафтный заказник местного значения

## Достопримечательности
- Братская могила советских воинов.

## Известные люди
В селе родились:
- Василий Литвиненко — Герой Советского Союза
- Анатолий Семенюта[укр.] — поэт-шестидесятник
- Григорий Елишевич[укр.] — украинский поэт, почётный житель Великой Чернетчины
- Воронько Платон — украинский поэт, участник Великой Отечественной войны, участник партизанского рейда ковпаковцев, лауреат премий СССР.